# أومواموا
أومواموا هو أول جرم بينجمي معروف يمر عبر النظام الشمسي. قد يكون الجرم كويكب صغير - أو ربما مذنب ويبدو أنه قد نشأ من خارج النظام الشمسي  قادم من مكان آخر في مجرتنا. وإذا كان الأمر كذلك، فإنه سيكون أول جرم بينجمي يكتشف . اكتشف في مسار قطع زائد من قبل روبرت ويريك في 19 أكتوبر 2017  بواسطة مقراب المسح البانورامي ونظام الاستجابة السريع. عندما كان الجرم على بعد 0.2 و.ف (30,000,000 كيلومتر؛ 19,000,000 ميل) من الأرض. وبالرغم من الأعتقاد المبدئي أنه مذنب اعيد تصنيفه ككويكب بعد أسبوع من إكتشافه.

## عمليات الرصد
قد يكون هذا الجرم أول عينة لجرم بينجمي ويبدو أنه نشأ من كوكبة القيثارة بمسار قطع زائد زادت سرعته عن 26 كم/ثانية بالنسبة للشمس. هذا المسار على مقربة من النقطة التى تندفع نحوها المجموعة الشمسية وهو المسار الأكثر احتمالا لنهج الأجرام خارج النظام الشمسي.

وبافتراض أنه صخرة وسطحه يعكس 10% من الاضاءة فأن قطره سيكون 160 متر تقريبا . قياس الطيف المأخوذ من مرصد وليام هرشل في 25 أكتوبر أظهر أن الجرم أحمر مثل أجسام حزام كايبر.
إستنباط المدار عكسياً يشير إلى أن الكويكب عبر خلال الحضيض في 9 سبتمبر 2017 ومر على مسافة 0.16 وحدة فلكية (24,000,000 كم؛ 15,000,000 ميل) تقريبا من الأرض في 14 أكتوبر 2017. الجرم صغير وخافت، وقد تلاشى حاليا إلى القدر الظاهري 21.
قبل مائة عام، كان الجرم يقع على بعد يقارب 559 وحدة فلكية (84 مليار كم) تقريبا من الشمس مسافرا بسرعة 26 كم/ثانية بالنسبة للشمس. استمر الجرم بالتسارع حتى مر من خلال الحضيض حيث بلغ ذروته عند 87.7 كم/ثانية. وبحلول تاريخ الاكتشاف كان قد تباطأ إلى 46 كم/ثانية، وسوف يستمر في التباطؤ حتى يصل إلى سرعة تَطْواف بينجمية عند 26 كم/ثانية .

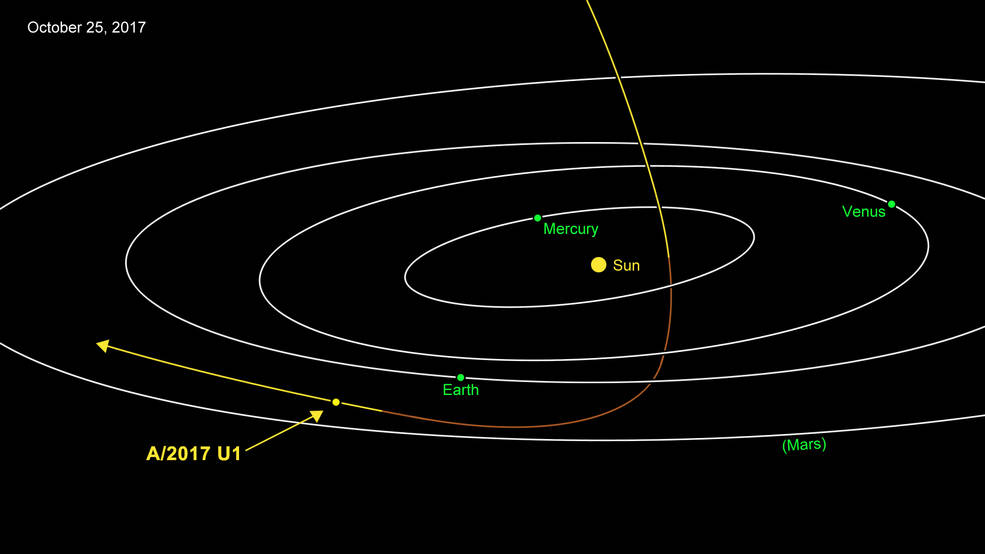
موقع أومواموا في 25 أكتوبر 2017.

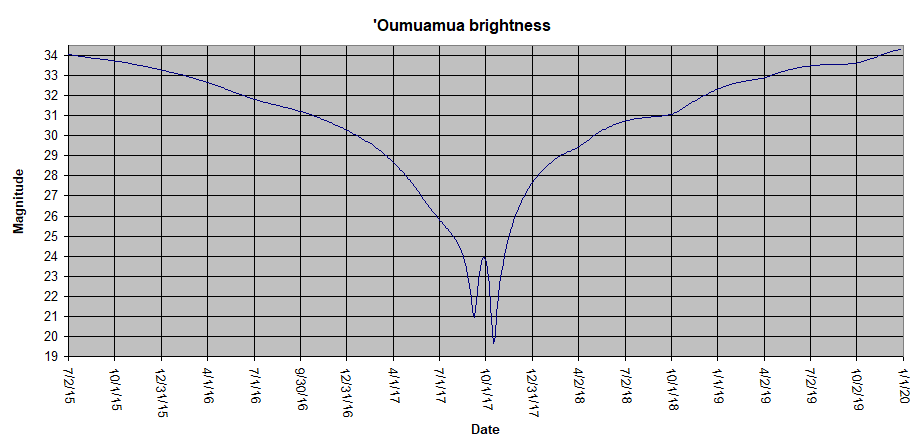
سوف يخبو لمعان أمواموا إلى القدر الظاهري 34 بحلول عام 2020

### المسار
أومواموا هو أول جرم بينجمي معروف يزور النظام الشمسي ويبدو أنه قادم من اتجاه نجم النسر الواقع في كوكبة القيثارة . اتجاه حركة الجرم نحو النظام الشمسي تبعد 6 درجة من النقطة التى تندفع نحوها المجموعة الشمسية وهو المسار الأكثر احتمالا لنهج الأجرام خارج النظام الشمسي. في 26 أكتوبر 2017، تم العثور على صورتي رصد سابقة من مشروع كاتالينا لمسح السماء مؤرخة بتاريخ 14 أكتوبر و 17 أكتوبر. وأكدت عمليات رصد لقوس مراقبة أستمر لمدة أسبوعين شدة مسار القطع الزائد لهذا الجرم.

| المسافةة      | التاريخ        | السرعة كم/ث |
| ------------- | -------------- | ----------- |
| 2300 AU       | 1605           | 26.34       |
| 1000 AU       | 1839           | 26.35       |
| 100 AU        | 2000           | 26.67       |
| 10 AU         | 2016           | 29.50       |
| 1 AU          | 9 أغسطس 2017   | 49.67       |
| الحضيض الشمسي | 9 سبتمبر 2017  | 87.71       |
| 1 AU          | 10 أكتوبر 2017 | 49.67       |
| 10 AU         | 2019           | 29.51       |
| 100 AU        | 2034           | 26.65       |
| 1000 AU       | 2196           | 26.36       |
| 2300 AU       | 2430           | 26.32       |

بحلول منتصف نوفمبر، كان علماء الفلك على يقين من أنه بالفعل جرم بينجمي  وبناء على عمليات الرصد التي امتدت 34 يوماً، انحراف مدار أومواموا المركزي يبلغ 1.20، وهو أعلى مستوى مرصود على الإطلاق. الانحراف فوق 1.0 يعني الجرم تتجاوز سرعة إفلات الشمس أي أن حقق سرعة الهروب من جاذبية الشمس وليس مقيداً بالنظام الشمسي وقد يهرب إلى الفضاء بين النجوم. انحراف أومواموا عالي جدا لدرجة أنه لا يمكن اكتسابه من خلال لقاء مع أي من كواكب النظام الشمسي المعروفة أو غير المعروفة حتى الكواكب غير المكتشفة إن وجدت، لا يمكن أن تشرح "مسار أومواموا- أي كوكب غير المكتشف يجب أن تكون بعيد عن الشمس، وبالتالي يتحرك ببطء وفقا لقوانين كبلر لحركة الكواكب. لقاءات مع مثل هذا الكوكب لا يمكن أن تعزز سرعة أومواموا إلى القيمة التي رصدت، وبالتالي فأن أومواموا لا يمكن أن يكون سوى من منشأ بين نجمي.
دخل أومواموا المجموعة الشمسية من فوق مستوى مسار الشمس. وأدى سحبه من قبل جاذبية الشمس إلى تسريع جريانه حتى وصل إلى أقصى سرعة له 87.71 كم/ثانية (196,200 ميل في الساعة) وأثناء مروره تحت مسار الشمس في 6 أيلول قام بانعطاف حادّ نحو الأعلى إلى أقرب نقطة له من الشمس (الحضيض) يوم 9 سبتمبر على مسافة 0.255 وحدة فلكية (38100000 كم؛ 23700000 ميل) من الشمس، أي حوالي 17٪ أقرب من حضيض كوكب عطارد . ويتجه الجرم الآن بعيدا عن الشمس نحو كوكبة الفرس الأعظم بزاوية 66 درجة من أقرب نقطة وصل إليها من الشمس. ولقد مر الجرم تحت مدار الأرض في 14 أكتوبر على مسافة حوالي 0.1616 وحدة فلكية (24,180,000 كم، 15,020,000 ميل) من الأرض، وعاد إلى أعلى فوق مسار الشمس في 16 أكتوبر ومر فوق مدار المريخ في 1 نوفمبر. وسوف يمر فوق مدار المشتري في مايو 2018 ومدار زحل في يناير 2019 ومدار نبتون في عام 2022. وسوف تستمر سرعته في الإنخفاض حتى تصل إلى سرعة 26.33 كم / ثانية بالنسبة إلى الشمس، بنفس السرعة التي كان عليه قبل إقترابه من النظام الشمسي  وسوف يستغرق الجرم حوالي 20,000 سنة لمغادرة النظام الشمسي تماماً.

## التسمية
''قرر الاتحاد الفلكي الدولي أستخدام البادئة C / أو A / (حسب الاقتضاء)، لتسمية ألأجرام بين النجمية مع التعيين باستخدام نظام تسمية المذنب. وبناء على ذلك، يتلقى الجرم A / 2017 U1 التعيين الدائم 1I واسم (أومواموا) '''أوموموا'''. وهو الإسم، الذي اختاره فريق بان-ستارس، مستمد من لغة سكان هاواي الأصليين والذي يعني المستكشف أو الرسول، أرسل من الماضي البعيد للوصول إلينا.

## صبغة كويكبية
بعد اكتشاف هذا الجرم، تلقى تعيين مؤقت C / 2017 U1 وهذا التعين يخص مذنب. ولكن أظهرت الصور المأخوذة بواسطة المقراب العظيم في 25 أكتوبر، 2017 عدم وجود ذؤابة مذنب للجرم وأن له صبغة كويكبية كاملة لذلك غيرت البادئة الخاصة بالتعيين U1 2017 إلى A/. تماشيا مع قرار الاتحاد الفلكي الدولي لعام 1995 الخاص بنظام تسميات المذنب
.

## قياسات الراديو

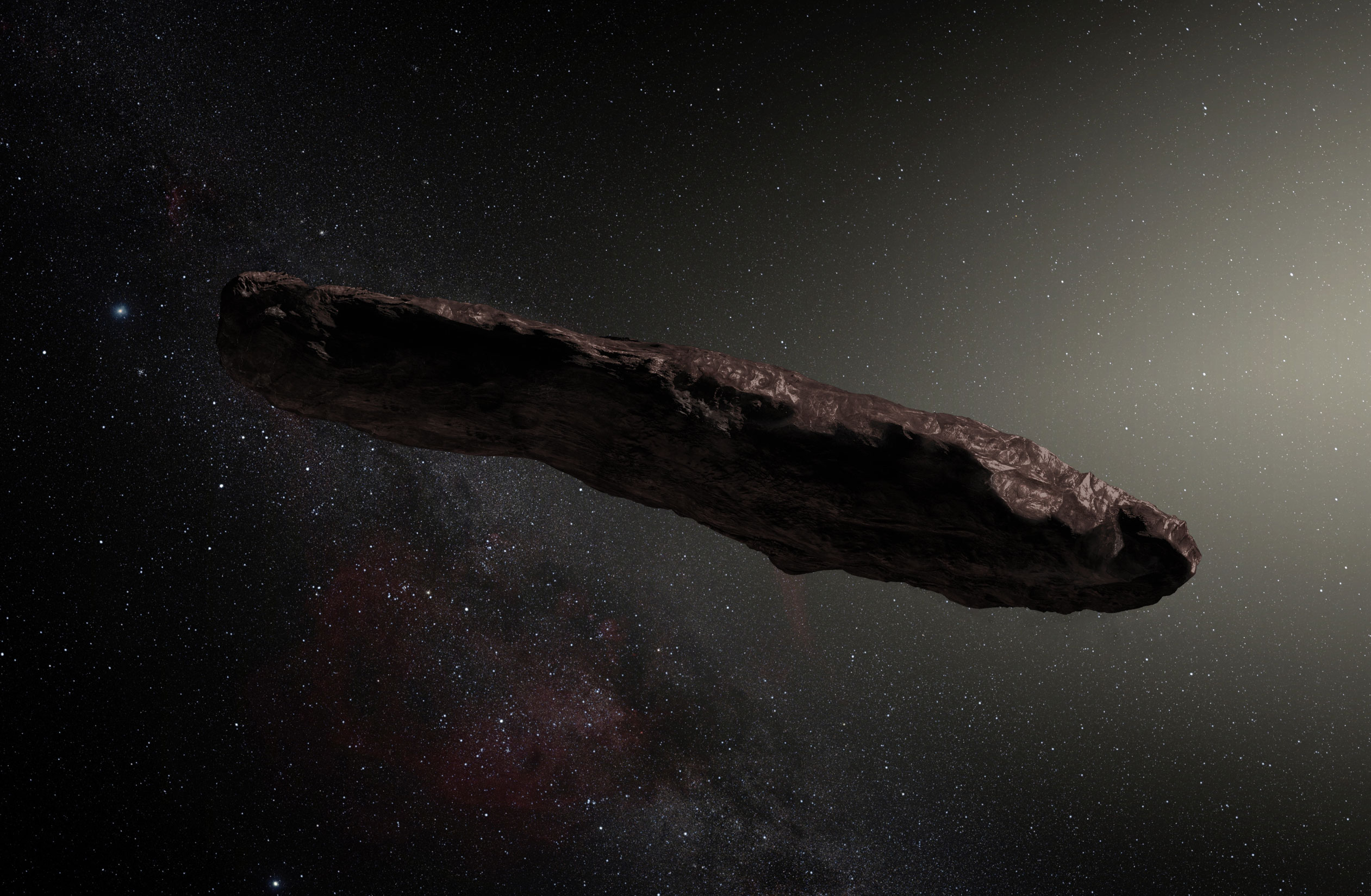
File:Artist's impression of Oumuamua.jpg

في ديسمبر 2017، استشهد عالم الفلك آفي لوب من جامعة هارفارد، وهو مستشار لمشروع Breakthrough Listen Project، بالشكل الممدود وبشكل غير عادي لأومواموا كأحد الأسباب التي تجعل تلسكوب جرين بانك في ويست فيرجينيا تحاول أن تسمع انبعاثات الراديو منه لمعرفة ما إذا كان هناك أي منها. علامات غير متوقعة على أنه قد يكون من أصل اصطناعي،  على الرغم من أن الملاحظات المحدودة السابقة بواسطة تلسكوبات راديوية أخرى مثل مصفوفة Allen Telescope Array التابعة لمعهد SETI لم تسفر عن مثل هذه النتائج. في 13 ديسمبر 2017 ، لاحظ تلسكوب جرين بانك الجسم لمدة ست ساعات عبر أربعة نطاقات من الترددات الراديوية. ولم يكشف عن أي إشارات لاسلكية من  أومواموا في نطاق هذا المسح المحدود للغاية ، ولكن خطط لمزيد من المشاهدات.[بحاجة لتحديث]

## وصلات خارجية
- أومواموا في قاعدة بيانات مختبر الدفع النفاث لأجرام النظام الشمسي الصغيرة

- الاكتشاف · مخطط المدار ·  العناصر المدارية · المعلمات المادية